# Bogdan Hołownia

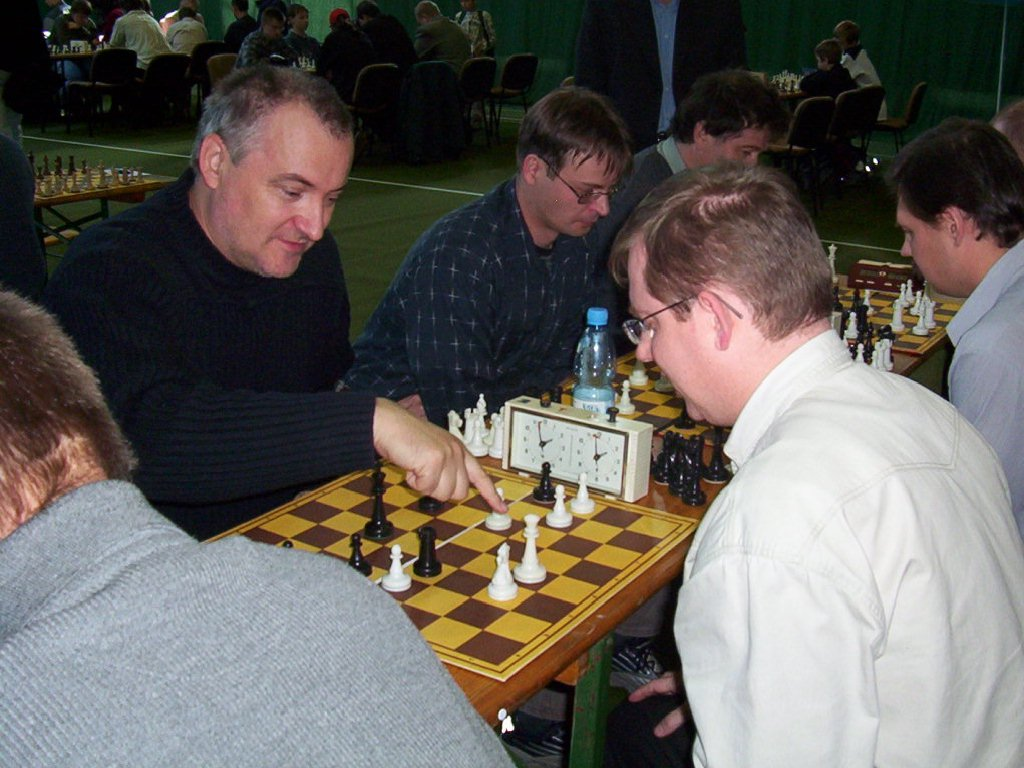
Bogdan Hołownia w czasie partii szachowej, Solec Kuj. 2005

Bogdan Hołownia (ur. 3 października 1957 w Toruniu) – polski pianista jazzowy.

## Życiorys
Studiował ekonomię, zanim poświęcił się muzyce grał również w szachy w klubie przy Młodzieżowym Domu Kultury w Toruniu (posiada I kategorię szachową, w roku 2002 zdobył w Ciechocinku tytuł wicemistrza województwa kujawsko-pomorskiego w szachach błyskawicznych).
Początkowo współpracował z Janem Ptaszynem Wróblewskim podczas warsztatów jazzowych w Chodzieży. Od 1990 studiował grę na fortepianie w Berklee College of Music w Bostonie. W marcu 2001 otrzymał nagrodę Fryderyk w kategorii „Jazzowy Album Roku za solową płytę fortepianową Don’t Ask Why – piano solo. Został również laureatem Grand Prix Jazz „Melomani” za 2002 rok w kategorii artysta roku. Współpracuje regularnie z takimi muzykami jak Janusz Muniak, Adam Kawończyk, Janusz Kozłowski, Marcin Jahr, Krzysztof Mróz, Bronek Harasiuk, Kazimierz Jonkisz i Józef Eliasz.
Jest akompaniatorem wokalistek jazzowych, pedagogiem, wykładowcą. Od kilkunastu lat akompaniuje uczestnikom warsztatów jazzowych w Puławach.
Album Droga do Ciebie. Piosenki Jerzego Wasowskiego i Jeremiego Przybory, który nagrał z Lorą Szafran, uzyskał status złotej płyty.

## Dyskografia
| Rok  | Tytuł                  | Współautor                                     | Wydawca                   |
| ---- | ---------------------- | ---------------------------------------------- | ------------------------- |
| 1997 | „On the Sunny Side”    | Dave Clark & Skip Hadden                       | GOWI Records Kraków       |
| 1997 | „Pastels”              | Grażyna Auguścik                               | GMA Records Chicago       |
| 2000 | „Don’t Ask Why”        | solo                                           | Sony Music Polska         |
| 2001 | „Chwile...”            | solo                                           | Sony Music Polska         |
| 2002 | „Floating On Silence”  | Marzena Ślusarska                              | MSL Music Kielce          |
| 2005 | „Live”                 | w zespole Los Angeles Trio                     | UM Torunia, UM Bydgoszczy |
| 2005 | „...tales”             | Jorgos Skolias                                 | Zezivony Records          |
| 2006 | „Sen”                  | Magda Gołębiowska, Bronisław Suchanek          | HoBo Records              |
| 2007 | „Droga do Ciebie”      | Lora Szafran                                   | 4Ever Music               |
| 2008 | „Zmierzch”             | solo                                           | HoBo Records Toruń        |
| 2009 | „Trio”                 | Günther Wehinger, Bronek Suchanek              | HoBo Records              |
| 2009 | „Just Friends”         | Sibel Köse, Bronek Suchanek, Kazimierz Jonkisz | HoBo Records              |
| 2013 | „Henryk Wars Songbook” | Wojciech Pulcyn                                | HoBo Records              |